# Hans Sarpei
Hans Sarpei, né le 28 juin 1976, est un ancien  footballeur ghanéen. Il jouait au poste de défenseur.
Il a effectué toute sa carrière en Allemagne, pays où il a immigré dans son enfance.

## Carrière

### En club
- 1998-2000 : SC Fortuna Cologne -  Allemagne
- 2000-2001 : MSV Duisbourg -  Allemagne
- 2001-2007 : VfL Wolfsburg -  Allemagne
- 2007-2010 : Bayer Leverkusen -  Allemagne
- 2010-2012 : Schalke 04 -  Allemagne

### En équipe nationale
Il a eu sa première cape en 2000. Il a disputé un match de la coupe d'Afrique des nations de football 2006 et un match de qualification à la coupe du monde 2006.
Sarpei a participé à la coupe du monde 2006 avec l'équipe du Ghana.

## Palmarès

### en club
- FC Schalke 04
  - Vainqueur de la Coupe d'Allemagne : 2011

### en sélection
- Ghana
  - Finaliste de la Coupe d'Afrique des nations : 2010
  - 3e de la Coupe d'Afrique des nations : 2008

### distinctions
- Élu dans le 16 type de la Coupe du monde FIFA 2006